# Storholmsjö
Storholmsjö este o arie protejată (arie specială de conservare — SAC, sit de importanță comunitară — SCI) din Suedia întinsă pe o suprafață de 288,7 ha, integral pe uscat.

## Localizare
Centrul sitului Storholmsjö este situat la coordonatele 63°40′35″N 14°16′24″E / 63.6765°N 14.2732°E.

## Înființare
Situl Storholmsjö a fost declarat sit de importanță comunitară în decembrie 1998 pentru a proteja 1 specie de plante. Situl a fost protejat și ca arie specială de conservare în martie 2011.

## Biodiversitate
Situată în ecoregiunea boreală, aria protejată conține 7 habitate naturale: Mlaștini împădurite, Păduri fino-scandinave bogate în ierburi cu Picea abies, Formațiuni ierboase bogate în specii de Nardus, dezvoltate pe substraturi silicioase în zone montane (și în zone submontane, în Europa continentală), Ape puternic oligomezotrofe cu vegetație bentonică cu Chara spp., Mlaștini alcaline, Taiga vestică, Mlaștini turboase de tranziție și turbării mișcătoare.
La baza desemnării sitului se află o specie protejată de  plante: Calamagrostis chalybaea.